# Diecezja Ji’an
Diecezja Ji’an (łac.: Dioecesis Chinganensis, ang. Diocese of Ji’an) – katolicka diecezja w Chińskiej Republice Ludowej. Siedziba biskupa znajduje się w katedrze w Ji’an. Jest sufraganią archidiecezji Nanchang.

## Historia
- 11 kwietnia 1946 – utworzenie diecezji Ji’an

## Główne świątynie
- Katedra w Ji’an